# Сейффертиц, Густав фон
Густав фон Сейффертиц, полное имя — Густав Карл Виктор Бодо Мария фрайхерр фон Сейффертиц (нем. Gustav Carl Viktor Bodo Maria Freiherr von Seyffertitz; 4 августа 1862, Хаймхаузен, Королевство Бавария — 25 декабря 1943, Вудленд-Хиллз, Лос-Анджелес, Калифорния, США) — немецкий и американский актёр кино и режиссёр.

## Биография
Густав фон Сейффертиц родился в Хаймхаузене, Бавария, в аристократической семье. Он был вторым сыном барона Гвидо фон Сейффертица (Guido Reichsfreiherr von Seyffertitz) (1829—1866), уроженца Инсбрука и его жены графини Анны фон Бутлер (Anna Gräfin von Butler Clonebough zu Haimhausen), имеющей ирландские корни. У него были старший брат Теобальд (1856—1926) и младший брат Мориц, умерший во младенчестве. Когда ему было три года, его отец умер от инсульта. Мать с детьми переехала в Вену и там второй раз вышла замуж.
Семья ожидала, что он, как и его брат Теобальд, начнёт военную карьеру. Однако Густав вопреки семейной традиции выбрал актёрскую профессию. Он был членом труппы Мейнингенского театра. Переехал в США в 1895 году по просьбе австрийско-американского театрального режиссёра Генриха Конрида. В 1922 году стал американским гражданином.
Несмотря на сильный немецкий акцент, он был успешным Бродвейским театральным актёром и режиссёром в 1900—1910-х годах. Снимался в качестве актёра в таких постановках, как, например, «The Brass Bottle» (1910); по этой пьесе впоследствии было поставлено несколько фильмов. Дебютировал в кино в 1917 году, сыграв вместе с Дугласом Фэрбенксом в фильме «Ближе к земле». Одна из самых успешных его ролей — профессор Мориарти в экранизации «Шерлока Холмса» 1922 года. Позже снимался в мелодрамах «Воробушки» (1926) и «Принц-студент в Старом Гейдельберге» Эрнста Любича. В этих фильмах он появлялся на экране вместе с такими звёздами немого кино как Рамон Новарро и Мэри Пикфорд.
Он продолжил свою карьеру в звуковом кино, сыграв в драмах Джозефа фон Штернберга «Обесчещенная» (1931) и «Шанхайский экспресс» (1932) с Марлен Дитрих в главной роли. В поздние годы отметился эпизодической ролью в комедии «Мистер Дидс переезжает в город» (1936). Всего в период с 1917 по 1939 год снялся в 118 фильмах.
Сейффертиц был женат пять раз и имел четверых детей. Умер в Лос-Анджелесе, штат Калифорния, в возрасте 81 года. Похоронен на кладбище Форест-Лаун.

## Избранная фильмография
| Год  |   | Русское название                    | Оригинальное название                | Роль                                |
| ---- | - | ----------------------------------- | ------------------------------------ | ----------------------------------- |
| 1917 | ф | Маленькая принцесса                 | The Little Princess                  | мистер Каррисфорд                   |
| 1922 | ф | Шерлок Холмс                        | Sherlock Holmes                      | профессор Мориарти                  |
| 1925 | ф | Цветок ночи                         | Flower of Night                      | лидер линчевателей                  |
| 1925 | ф | Орёл                                | The Eagle                            | слуга за обедом                     |
| 1926 | ф | Воробушки                           | Sparrows                             | мистер Гримс                        |
| 1926 | ф | Дон Жуан                            | Don Juan                             | римлянин                            |
| 1927 | ф | Волшебное пламя                     | The Magic Flame                      | канцлер                             |
| 1927 | ф | Принц-студент в Старом Гейдельберге | The Student Prince in Old Heidelberg | король Карл VII                     |
| 1927 | ф | Гаучо                               | The Gaucho                           | Руис                                |
| 1928 | ф | Таинственная леди                   | The Mysterious Lady                  | генерал Борис Александров           |
| 1928 | ф | Пристани Нью-Йорка                  | Docks of New York                    | «Служебник» Гарри                   |
| 1931 | ф | Обесчещенная                        | Dishonored                           | начальник австрийский контрразведки |
| 1931 | ф | Первая полоса                       | The Front Page                       | профессор Макс Джей Эгелхоффер      |
| 1932 | ф | Шанхайский экспресс                 | Shanghai Express                     | Эрик Баум                           |
| 1932 | ф | Распутин и императрица              | Rasputin and the Empress             | доктор Франц Вулф                   |
| 1933 | ф | Королева Кристина                   | Queen Christina                      | генерал                             |
| 1935 | ф | Она                                 | She                                  | губернатор                          |
| 1936 | ф | Мистер Дидс переезжает в город      | Mr. Deeds Goes to Town               | доктор Эмиль фон Хэллор             |
| 1938 | ф | В старом Чикаго                     | In Old Chicago                       | политик в офисе Джека               |
| 1938 | ф | Мария-Антуанетта                    | Marie Antoinette                     | исповедник короля                   |
| 1939 | ф | Сын Франкенштейна                   | Son of Frankenstein                  | бюргер                              |